# Komsi
Komsi è una frazione del comune di Mat in Albania (prefettura di Dibër).
Fino alla riforma amministrativa del 2015 era comune autonomo, dopo la riforma è stato accorpato, insieme agli ex-comuni di Baz, Burrel, Derjan, Lis, Macukull, Rukaj e Ulëz a costituire la municipalità di Mat.

## Località
Il comune era formato dall'insieme delle seguenti località:
- Komsi
- Koder Qerre
- Frankth
- Selixe
- German
- Bater e Vogel
- Bater e Madhe
- Fushe-Burrel
- Zall-Shoshaj
- Midh